# Parainocellia ressli
Parainocellia ressli är en halssländeart som först beskrevs av H. Aspöck och U. Aspöck 1965.  Parainocellia ressli ingår i släktet Parainocellia och familjen reliktsländor. Inga underarter finns listade i Catalogue of Life.